# Echipa națională de fotbal a Samoei
Echipa națională de fotbal a statului Samoei (limba samoană: Sāmoa soka au) reprezintă Samoa în competițiile fotbalistice organizate de FIFA și Confederația de Fotbal din Oceania. A fost cunoscută ca Echipa națională de fotbal a Samoei de Vest până în 1997. Nu s-a calificat la nici un turneu final. Cea mai mare performanță a obținut-o în 1983 la Jocurile Sud-Pacifice, ajungând în sferturile competiției.

## Campionatul Mondial
- 1930 până în 1990 - nu a participat
- 1994 - s-a retras
- 1998 până în 2010 - nu s-a calificat

## Cupa Oceaniei pe Națiuni
- 1973 și 1980 - nu a participat
- 1996 până în 2008 - nu s-a calificat

## Jocurile Sud-Pacifice
- 1963 până în 1975 - nu a participat
- 1979 - prima rundă
- 1983 - Sferturi
- 1987 până în 2003 - nu a participat
- 2007 - prima rundă (grupa B)

## Lotul din calificările pentru CM 2010
- Portari: Pasi Schwalger , Filipo Uli
- Fundași: Chris Cahill , Damien Fonoti, Sakaria Fuimaono, Voa Sauaga,
- Mijlocași: Filipo Bureta, Fereti Gosche, Joseph Hoeflich, Bevan Kapisi, Horst Petana, Jererell Sale, Keith Tasi Stanfield, Lionel Taylor, Penitito Tumua, Edwin Tyrell, Fauivi Ugapo, Sapati Umutaua,
- Atacanți: Desmond Faaisuaso, Max Tom Hoeflich, Michael Junior.

## Antrenori
- Rowan Naylor (1996-01)
- Pedro Smerdon (2001-02)
- Alexander Balson (2002-03)
- Rudi Gutendorf (2003-04)
- David Brand (2004-07)
- Pailasi Saumani (2007-?)